# Přivýšina
Přivýšina är ett berg i Tjeckien.   Det ligger i regionen Hradec Králové, i den centrala delen av landet, 80 km nordost om huvudstaden Prag. Toppen på Přivýšina är 463 meter över havet, eller 74 meter över den omgivande terrängen. Bredden vid basen är 1,7 km.
Terrängen runt Přivýšina är platt åt sydväst, men åt nordost är den kuperad.Runt Přivýšina är det tätbefolkat, med 493 invånare per kvadratkilometer. Närmaste större samhälle är Jičín, 3,9 km sydost om Přivýšina. Trakten runt Přivýšina består till största delen av jordbruksmark.